# フレッド・ルイス
フレデリック・デショーン・ルイス（Frederick Deshaun "Fred" Lewis , 1980年12月9日 - ）は、アメリカ合衆国ミシシッピ州ハッティズバーグ出身のプロ野球選手（外野手）。
いとこに、元メジャーリーグ選手のマット・ロートンがいる。

## 経歴

### プロ入り前
2000年のMLBドラフトでモントリオール・エクスポズから20巡目指名されるが契約せず。

### ジャイアンツ時代

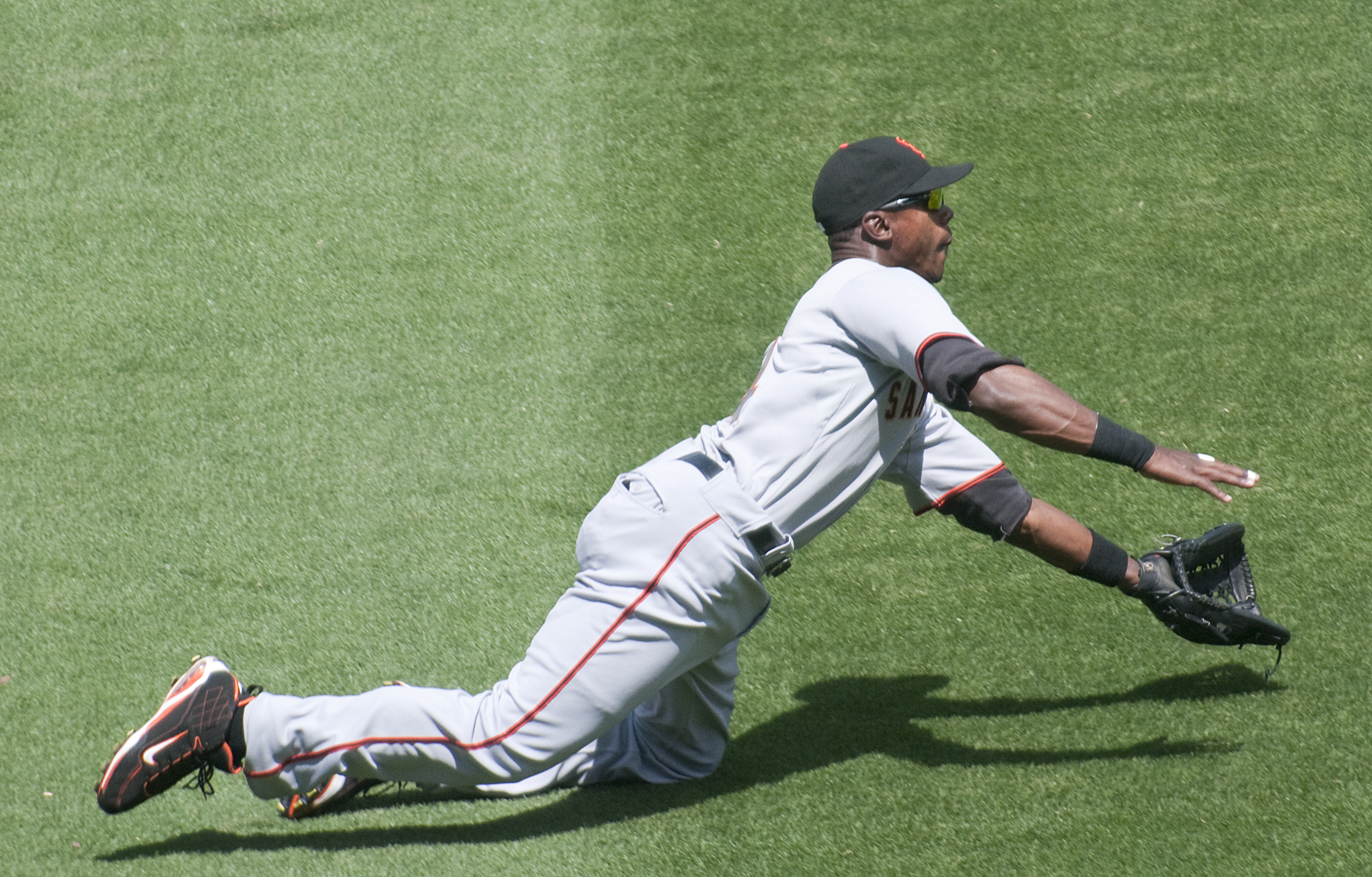
サンフランシスコ・ジャイアンツ時代
(2009年4月12日)

2002年のMLBドラフトでサンフランシスコ・ジャイアンツから2巡目指名され契約。
2006年にメジャーデビューを果たす。わずか11打数に留まったが、打率.455を記録した。
2007年5月13日のコロラド・ロッキーズ戦でサイクル安打を達成した。メジャー通算16試合目での達成だった。また、この試合でメジャー初三塁打・初本塁打を打っている。メジャー初本塁打でサイクル安打を達成したのは、史上4人目、メジャー初三塁打・初本塁打でサイクル安打を達成したのは、1918年のクリフ・ヒースコート以来89年ぶりの記録である。6月1日に初の満塁本塁打を打ち、7月4日に2本目の満塁本塁打を打った。ルーキーシーズンに満塁本塁打を2本打った球団史上初の選手となった。この年はバリー・ボンズの現役最終年であり、ルイスはボンズに弟のように可愛がられていた。
2008年はレフトの定位置を獲得し133試合に出場し、リーグ2位タイの11三塁打を記録。9月12日に右足爪先の手術を受けシーズンを終了した。
2009年は122試合に出場したが、打率.258・4本塁打・20打点・8盗塁はいずれも前年を下回る数字であった。

### ジャイアンツ退団後

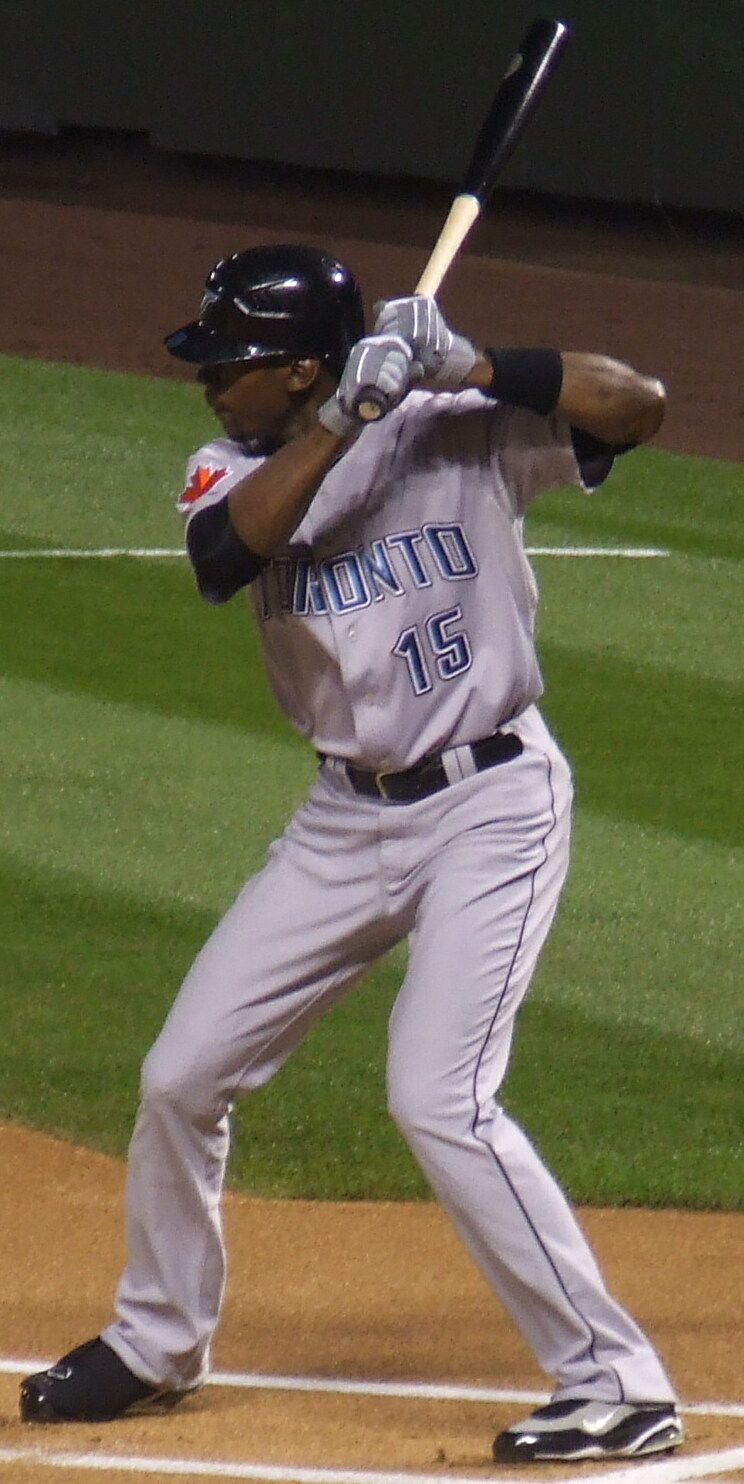
トロント・ブルージェイズ時代
(2010年6月)

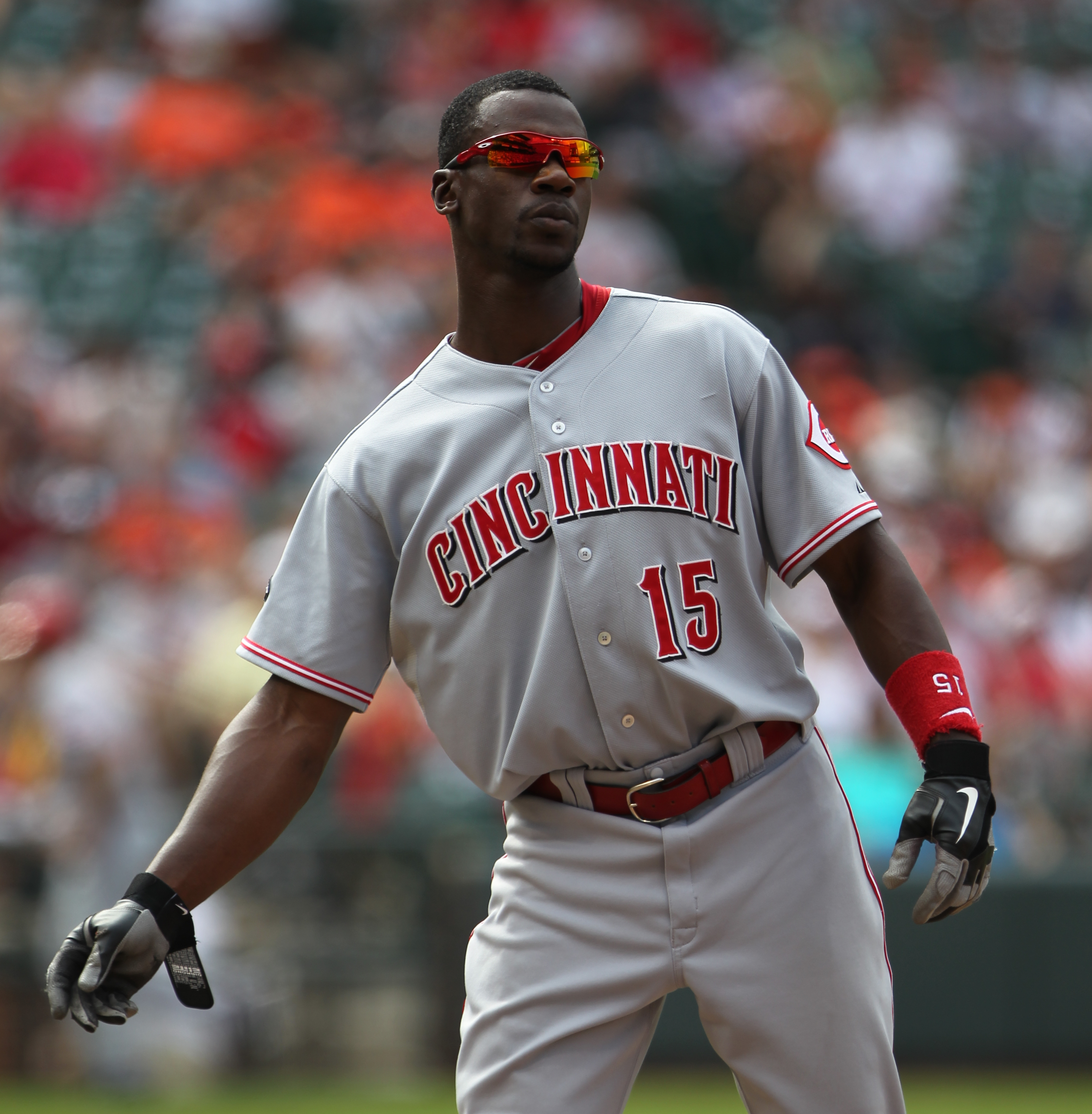
シンシナティ・レッズ時代
(2011年6月26日)

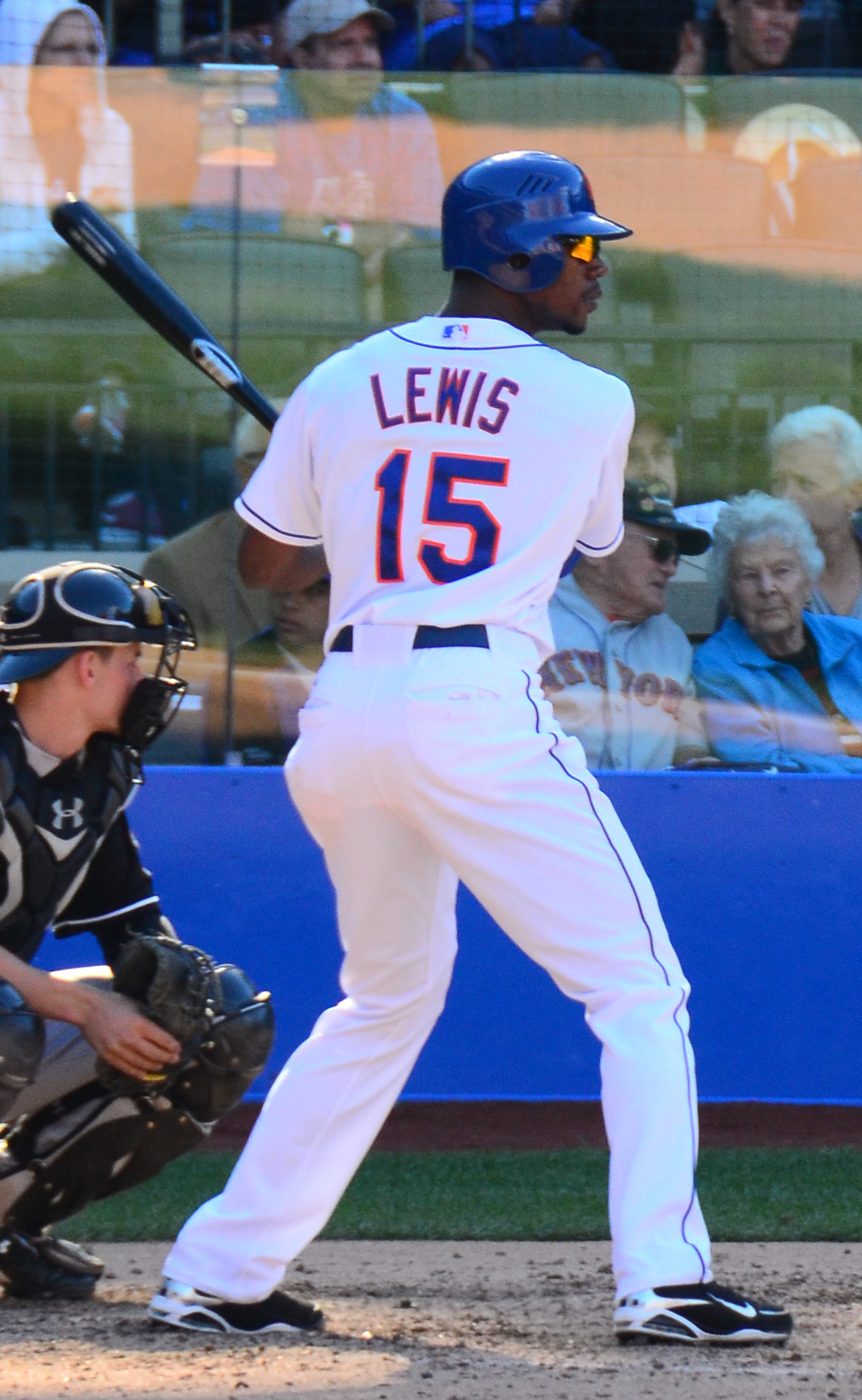
ニューヨーク・メッツ時代
(2012年9月23日)

2010年4月15日、トレードでトロント・ブルージェイズに移籍した。主に1番打者として活躍したが、シーズン終了後に年俸調停を申請されずノンテンダーFAとなった。
2011年1月10日にシンシナティ・レッズと1年契約を結んだ。81試合に出場したものの、8月31日に40人枠から外れた。
2012年1月19日にクリーブランド・インディアンスとマイナー契約を結んだ。しかし、3月28日にクリスチャン・グーズマンとともに自由契約となった。4月25日にニューヨーク・メッツとマイナー契約を結び、9月3日にメジャーに昇格し18試合に出場した。

### 広島時代
12月11日に広島東洋カープとの契約に合意し、2013年1月29日にミゲル・ソコロビッチとともに入団会見を行った。
2013年のキャンプ初日の2月1日にインフルエンザに感染、2月5日に練習を再開した。オープン戦では2戦目の日本ハム戦でチーム第1号となるホームランを放った。3月23日のソフトバンク戦では1試合3盗塁など随所で活躍を見せた。ところが開幕後は打撃不振に苦しみ、ルイスは開幕第3戦目にして早くもスタメンを外れてしまった。その後も打撃不振が続いたが4月28日の中日戦で初本塁打を含む4安打と活躍し初のお立ち台に上がった。しかし、5月25日に登録を抹消されてしまい降格した二軍では打率.372と好調を維持し、6月14日に再び一軍登録された。再登録後は自身の俊足を生かし主に1番、まれに5番といったクリーンナップを任されるなど活躍したが8月17日に怪我から復帰したブラッド・エルドレッドの一軍昇格による外国人枠の関係から再び二軍降格となり、ルイスはそのまま一軍に戻ることなくシーズンを終えた。シーズン終了後の秋季キャンプには参加せずアメリカへ帰国しその後退団することが報道され、ルイスは12月2日に球団から正式な発表がないまま自由契約公示された。

### 広島退団後
2014年は独立リーグ・アトランティックリーグのランカスター・バーンストーマーズと契約を結んだ。
2015年もアトランティックリーグのサザンメリーランド・ブルークラブスと契約する。オフはドミニカ共和国のウィンターリーグに参加。
2016年もブルークラブスでプレーするが、8月21日に自由契約となる。
2019年に地元のミシシッピ州に戻り、ガルフポートにてダイキリ専門店を開業した。

## 選手としての特徴・人物
身体能力が高く、高校時代には野球の他にバスケットボールやアメリカンフットボールの選手としても注目を浴びた。
サンフランシスコではチームメイトで名選手だが性格面から孤立しがちだったバリー・ボンズに弟の様に可愛がられた。先述のルイスが2007年に記録した初本塁打を含むサイクル安打は母の日に、2本の満塁本塁打の内、2本目をアメリカ独立記念日に打ったことに対して「お前は記念日しか打たないのか？（Are you just going to hit on holidays?）」とボンズにしては珍しくジョークを言っている。
右投手に対してはメジャー通算で打率.273を残している一方で、左投手に対しては同打率.232と弱い。打席ではボールをよく見るタイプで四球が多い反面、メジャー通算の三振率22.1パーセントと三振も多い。ジャイアンツ時代には監督のブルース・ボウチーから長打力でも高い評価を得ていたが、パワーよりもメジャー通算53盗塁の俊足を売りとしており、2008年にはリーグ2位の11三塁打を記録している。一方でメジャー通算の盗塁成功率約69パーセントと、盗塁失敗が少なくない。
守備では主に左翼手として起用され、メジャー通算の守備率.976と失策は少なくないが、メジャー通算のDRS6、UZR0.3と守備指標では平均を上回る数値を残している。
練習熱心で、打撃ケージで多くの時間を費やすこともあった。

## 退場歴
5月20日の対ロッテ戦の4回表にロッテの先発の西野勇士が投じた6球目のストライクゾーンギリギリの直球をストライクと判定されたことに激高し、ルイスはバットを放り投げ山路哲生球審に対し暴言を吐いたため退場を宣告された。

## 詳細情報

### 年度別打撃成績
| 年 度    | 球 団    | 試 合 | 打 席 | 打 数 | 得 点 | 安 打 | 二 塁 打 | 三 塁 打 | 本 塁 打 | 塁 打 | 打 点 | 盗 塁 | 盗 塁 死 | 犠 打 | 犠 飛 | 四 球 | 敬 遠 | 死 球 | 三 振 | 併 殺 打 | 打 率 | 出 塁 率 | 長 打 率 | O P S |
| -------- | -------- | ----- | ----- | ----- | ----- | ----- | -------- | -------- | -------- | ----- | ----- | ----- | -------- | ----- | ----- | ----- | ----- | ----- | ----- | -------- | ----- | -------- | -------- | ----- |
| 2006     | SF       | 13    | 11    | 11    | 5     | 5     | 1        | 0        | 0        | 6     | 2     | 0     | 0        | 0     | 0     | 0     | 0     | 0     | 3     | 0        | .455  | .455     | .545     | 1.000 |
| 2007     | SF       | 58    | 180   | 157   | 34    | 45    | 6        | 2        | 3        | 64    | 19    | 5     | 1        | 1     | 0     | 19    | 0     | 3     | 32    | 4        | .287  | .374     | .408     | .782  |
| 2008     | SF       | 133   | 521   | 468   | 81    | 132   | 25       | 11       | 9        | 206   | 40    | 21    | 7        | 0     | 2     | 51    | 3     | 0     | 124   | 5        | .282  | .351     | .440     | .791  |
| 2009     | SF       | 122   | 336   | 295   | 49    | 76    | 21       | 3        | 4        | 115   | 20    | 8     | 4        | 0     | 0     | 36    | 3     | 5     | 84    | 4        | .258  | .348     | .390     | .738  |
| 2010     | TOR      | 110   | 480   | 428   | 70    | 112   | 31       | 5        | 8        | 177   | 36    | 17    | 6        | 1     | 4     | 38    | 1     | 9     | 104   | 9        | .262  | .332     | .414     | .745  |
| 2011     | CIN      | 81    | 210   | 183   | 20    | 42    | 7        | 0        | 3        | 58    | 19    | 2     | 5        | 1     | 1     | 22    | 2     | 3     | 38    | 1        | .230  | .321     | .317     | .638  |
| 2012     | NYM      | 18    | 25    | 20    | 2     | 3     | 0        | 0        | 0        | 3     | 0     | 0     | 0        | 0     | 0     | 4     | 1     | 1     | 5     | 0        | .150  | .320     | .150     | .470  |
| 2013     | 広島     | 79    | 300   | 265   | 36    | 71    | 19       | 0        | 4        | 102   | 20    | 12    | 3        | 0     | 1     | 31    | 0     | 3     | 73    | 7        | .268  | .350     | .385     | .735  |
| MLB：7年 | MLB：7年 | 535   | 1763  | 1562  | 261   | 415   | 91       | 21       | 27       | 629   | 136   | 53    | 23       | 3     | 7     | 170   | 10    | 21    | 390   | 23       | .266  | .344     | .403     | .747  |
| NPB：1年 | NPB：1年 | 79    | 300   | 265   | 36    | 71    | 19       | 0        | 4        | 102   | 20    | 12    | 3        | 0     | 1     | 31    | 0     | 3     | 73    | 7        | .268  | .350     | .385     | .735  |

- 2013年度シーズン終了時

### 記録
NPB
- 初出場・初先発出場：2013年3月29日、対読売ジャイアンツ1回戦（東京ドーム）、3番・左翼手で先発出場
- 初打席：同上、1回表に宮國椋丞から中飛
- 初安打：同上、5回表に宮國椋丞から右翼線二塁打
- 初盗塁：2013年4月2日、対東京ヤクルトスワローズ1回戦（MAZDA Zoom-Zoom スタジアム広島）、8回裏に二盗（投手：村中恭兵、捕手：中村悠平）
- 初打点：2013年4月5日、対阪神タイガース1回戦（MAZDA Zoom-Zoom スタジアム広島）、1回裏にランディ・メッセンジャーから右前適時打
- 初本塁打：2013年4月28日、対中日ドラゴンズ6回戦（MAZDA Zoom-Zoom スタジアム広島）、1回裏に山内壮馬から右越先頭打者本塁打

### 背番号
- 14 （2006年 - 2009年）
- 15 （2010年 - 2012年）
- 41 （2013年）